# 1964 en Saskatchewan
Chronologie de la Saskatchewan
- 1960
- 1961
- 1962
- 1963
- 1964
- 1965
- 1966
- 1967
- 1968

Cette page concerne des événements d'actualité qui se sont produits durant l'année 1964 dans la province canadienne de la Saskatchewan.

## Politique
- Premier ministre : Woodrow Stanley Lloyd puis Ross Thatcher
- Chef de l'Opposition :
- Lieutenant-gouverneur : Robert L. Hanbidge
- Législature :

## Événements
- 22 avril : élection générale saskatchewanaise. Le chef du Parti libéral saskatchewanaise Ross Thatcher est élu premier ministre de la Saskatchewan avec un gouvernement majoritaire.

## Naissances

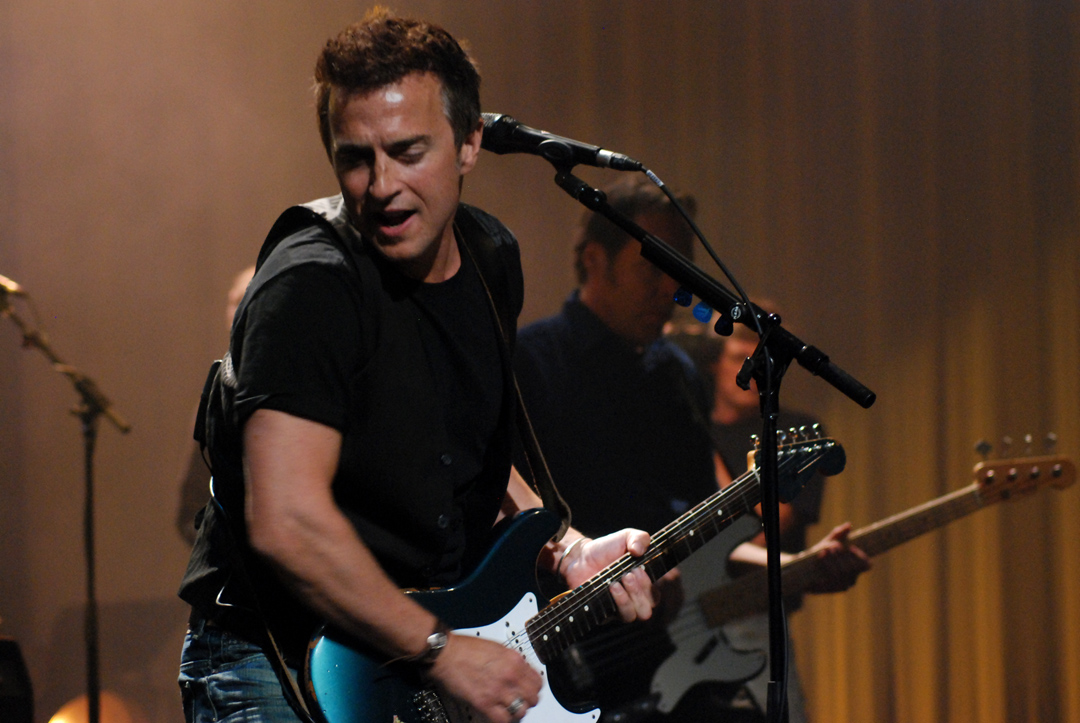
Colin James

- 17 août : Colin James Munn (né à Regina) est un chanteur et guitariste canadien jouant surtout du blues et du rock.